# Пикулин, Лука Егорович
Лука Егорович Пикулин (1784—1823/1824) — русский учёный, анатом и физиолог; доктор медицины и хирургии (1814).

## Биография

Памятник на могиле Л. Е. Пикулина

Родился в 1784 году в Тверской губернии в семье сельского священника.
Биографический справочник «Московские профессора XVIII — начала XX веков» утверждает, что в 1801 году он окончил Тверскую гимназию. Поскольку такого учебного заведения тогда в Твери не было, скорее всего он, происходивший из духовного сословия, окончил Тверскую духовную семинарию.
В 1806 году окончил Санкт-Петербургскую медико-хирургическую академию кандидатом хирургии; его имя стало первым, занесённым на мраморную доску выпускников академии. Был учеником основоположника отечественной хирургической школы И. Ф. Буша и ещё студентом выполнил ряд сложных операций, за что был награждён бриллиантовым перстнем.
Был оставлен в академии: с 1807 года — адъюнкт по кафедре акушерства, судебной медицины и медицинской полиции, помощник профессора С. А. Громова; с июня 1808 года — исполнял обязанности репетитора на кафедре академической хирургической клиники и, одновременно, был ординатором Военно-сухопутного госпиталя.
С 1808 года Л. Е. Пикулин находился на военной службе: до 1812 года был старшим лекарем егерского полка, расквартированного в Грузии (вероятно, это был 9-й егерский полк). В Отечественной войне 1812 года — старший медик 1-го резервного кавалерийского корпуса, участвовал в Бородинской битве. Затем руководил походной канцелярией Главного медицинского инспектора армии и директора медицинского департамента Я. В. Виллие.
В 1814 году получил степень доктора медицины и хирургии за диссертацию «О заразных болезнях». С 1816 года — главный врач отдельного армейского корпуса Воронцова во Франции (Оккупация Франции (1815—1818)).
С 1819 года преподавал в Московском отделении Медико-хирургической академии, сначала — экстраординарный, затем ординарный профессор анатомии и физиологии и, одновременно, учёный секретарь в ней. Читал курсы физиологии, патологии и общей терапии. Имел в Москве большую медицинскую практику.
Его труды: докторская диссертация — «О чуме в Грузии в 1811 г.» (СПб., 1814) и «Краткое руководство к лечению болезней» (М., 1820). Перевёл на русский язык «Краткое руководство к лечению болезней в пользу новопрактикующих врачей в армии» Геккера и Пинеля (М., 1820) — это было одно из первых русскоязычных руководств по военно-полевой терапии и военно-полевой гигиене.
Кавалер орденов Св. Владимира 4-й степени и Св. Анны 2-й степени, а также кавалер ордена Вазы.
Умер в Москве, по разным сведениям 22 декабря 1823 (3 января 1824) года, 22 ноября 1824 года, а также 22 декабря 1825 года, что было указано на колонне надгробия, находившегося наего могиле на Лазаревском кладбище (уничтожено в 1930-х годах).
Был женат на Глафире Павловне Шумлянской (23.03.1800—14.03.1824). Их сын — Павел Лукич Пикулин.

## Комментарии
1. ↑  Памятник на его могиле содержал надпись: «здесь положено тело коллежского советника и кавалера Луке[sic] Егоровича Пикулина, скончавшегося 22 декабря 1825 года <…?> на 39 году».